# Julian Köster
Julian Köster (Bielefeld, 16 de março de 2000) é um jogador de handebol alemão.

## Carreira
Tendo começado no TuS SW Brauweiler, Köster completou sua carreira na equipe juvenil no TSV Bayer Dormagen, uma equipe com a qual faria sua estreia no handebol sênior em 2018, jogando na 2. Bundesliga. Em 2020, o alemão mudou para o rival da liga VfL Gummersbach, assinando um contrato até 2024. Seu time ganhou a promoção para a Bundesliga na temporada de 2022, o que automaticamente desencadeou uma extensão de contrato de um ano no contrato de Köster. Ele se tornou capitão do time em 2022 e assinou para jogar pelo Gummersbach até 2026 após um décimo lugar na campanha da Bundesliga de 2022-23.
Köster fez sua estreia internacional na seleção alemã em 21 de setembro de 2021. Ele participou do Campeonato Mundial de Handebol Masculino de 2021 no Egito. Depois, Köster participou do Campeonato Europeu de 2022, onde jogou em todas as sete partidas e se tornou o segundo maior artilheiro da Alemanha com 18 gols. Ele mais uma vez se tornou o segundo maior artilheiro da Alemanha na Eurocopa de 2024, onde seus 31 gols ajudaram a Alemanha a terminar em quarto lugar.
Nos Jogos Olímpicos de Verão de 2024, em Paris, conquistou a medalha de prata no torneio masculino do handebol, após confronto na final contra a equipe dinamarquesa.